# Шаповалов, Владимир Александрович
Влади́мир Алекса́ндрович Шапова́лов (род. 30 июля 1946, Коммунар) — советский и российский историк и социолог. Кандидат исторических наук, доктор социологических наук. Ректор Ставропольского государственного педагогического института (1990—1996) и Ставропольского государственного университета (1996—2012).

## Биография
В 1964 году окончил среднюю школу пос. Коммунар Красногвардейского района Ставропольского края.
В 1964—1968 годах — студент историко-филологического факультета Ставропольского государственного педагогического института (специальность «история и обществоведение»). Закончил с отличием.
В 1968—1969 годах служил в рядах Советской армии.
Работал инструктором отдела пропаганды и культурномассовой работы Ставропольского краевого комитета ВЛКСМ. В 1970—1972 годах — слушатель Высшей комсомольской школы при ЦК ВЛКСМ.
В 1972 году В. А. Шаповалова избрали первым секретарем Ленинского райкома ВЛКСМ г. Ставрополя, а в 1974 г. — первым секретарем горкома ВЛКСМ, через год — вторым секретарем краевого комитета ВЛКСМ.
В 1978 году В. А. Шаповалов был избран секретарем Ленинского райкома партии г. Ставрополя. Получил заочно второе высшее образование на экономическом факультете Ставропольского сельскохозяйственного института (1979, специальность «Экономист-организатор сельскохозяйственного производства»).
В 1982—1990 годах — проректор по международным связям, а затем проректор по учебно-воспитательной работе Ставропольского педагогического института.
В 1984 годаув МГПИ имени В. И. Ленина под научным руководством кандидата исторических наук, профессора Д. М. Забродина защитил диссертацию на соискание учёной степени кандидата исторических наук по теме «Деятельность КПСС по развитию трудовой активности масс на селе в условиях развитого социализма (1971—1980 гг.) (на материалах партийных организаций Ставропольского края)» (специальность 07.00.01 — история КПСС). В 1988 году присвоено учёное звание доцента.
В мае 1990 года избран ректором Ставропольского государственного педагогического института (университета), в 1996 году избран ректором Ставропольского государственного университета (до 2012 года).
В 1992 году присвоено учёное звание профессора по кафедре политической истории.
В 1997 году в Ростовском государственном университете защитил диссертацию на соискание учёной степени доктора социологических наук по теме «Социокультурные детерминанты высшего образования») (специальность 09.00.11 — социальная философия).

### Семья
Жена — Шаповалова Лариса Леонидовна.
Дочь — Анастасия.

## Награды и звания
- орден «Знак Почёта» (1978)
- орден Почёта (1997)
- Почётный работник высшего профессионального образования Российской Федерации (2000)
- Заслуженный работник высшей школы Российской Федерации (2004)
- Заслуженный деятель науки Карачаево-Черкесской республики (2005) и др.

## Научная деятельность
Сфера научных интересов — социология образования. Исследования в области проблем современного высшего образования, по различным аспектам истории, философии и социологии образования.
Как историк по базовому образованию, занимается вопросами истории города и края, которые неразрывно связаны с разработкой этносоциальных и этнодемографических проблем Северо-Кавказского региона.
Кроме того, одним из приоритетных направлений научной деятельности является информатизация процессов обучения, научных исследований и управления образованием, известен своими научными трудами в области социокультурных аспектов информатизации образования.
Автор 87 научных и учебно-методических работ.
Председатель диссертационного совета по историческим наукам, член диссертационного совета по философским, социологическим и политическим наукам.
Входит в состав ряда общественных академий: Академия социальных наук, Академия информатизации, Международная академия высшей школы, Академия гуманитарных наук.

## Научные труды

### Монография
- Шаповалов В. А. Молодёжь продолжает подвиг старших поколений. — Ставрополь, 1978.
- Очерки истории Ставропольского педагогического института. / Ред. кол. А. А. Аникеев, Д. В. Кочура, В. А. Шаповалов. — Ставрополь: Ставропольское книжное издательство, 1991. — 111 с.
- Белозеров В. С., Шаповалов В. А. Концепция реализации многоуровневой структуры высшего педагогического образования. — Ставрополь: СГПИ, 1993
- Шаповалов В. А. Концепция регионального многопрофильного учебно-научного комплекса «Школа -колледж — ВУЗ»: Ставрополь: СГПИ, 1993.
- Ерохин А. М., Намчук В. П., Шаповалов В. А. Региональное допрофессиональное образование. — Ставрополь: СГПИ, 1994.
- Авксентьев В. А., Шаповалов В. А. Этносоциальные проблемы России : Ставрополь, Ставр. кн. изд-во, 1994
- Шаповалов В. А. Воспитательная система Ставропольского государственного педагогического университета (концепция). — Ставрополь: СГПУ, 1995.
- Белозеров В. С., Ерохин А. М., Шаповалов В. А. Концептуальные основы функционирования и развития университета как регионального научно-образовательного педагогического центра. — Ставрополь: СГПУ, 1995.
- Шаповалов В. А. Высшее образование в системе культуры. — Ставрополь: СГУ, 1996
- Шаповалов В. А. Высшее образование: современные модели, перспективы развития. — Ставрополь: СГУ, 1996.
- Шаповалов В. А. Педагогическая практика в системе многоуровневого образования. — Ставрополь: СГУ, 1996
- Шаповалов В. А. Социокультурные аспекты информатизации образования. — Ставрополь: СГУ, 1996
- Шаповалов В. А. Высшее образование в социокультурном контексте. — М.: Высшая школа, 1997
- Белозеров В. С., Шаповалов В. А. Основные показатели деятельности Ставропольского государственного университета за период 1992—1997 г. — Ставрополь: Изд-во СГУ, 1997
- Авксентьев В. А., Шаповалов В. А. Этнические проблемы современной России: социально-философский аспект анализа: Ставрополь: СГУ, 1997
- Шаповалов В. А. Высшее образование как феномен культуры: история и современность. — Ставрополь: Сервис-школа, 2003
- Абрамова П. Ф., Кочура Д. В., Суханова Н. И., Шаповалов В. А. Политическая история России: Учебное пособие. — Ставрополь: СГУ, 2003
- Абрамова П. Ф., Кочура Д. В., Шаповалов В. А. История Отечества: Учебное пособие. — Ставрополь, СГУ, 2005
- Харченко Л. Н., Шабалдас А. Е., Шаповалов В. А. Педагогическое образование в Ставропольском крае: достижения, проблемы, перспективы. — Ставрополь: СКИПКРО
- Шаповалов В. А. Высшее образование в поликультурном обществе. — Ставрополь, 2006.
- Шаповалов В. А. Высшее образование в социокультурном контексте. — М.: Высшая школа, 1997.
- Шаповалов В. А. Высшее образование: современные модели, перспективы развития. — Ставрополь: Изд-во СГУ, 1996.
- Шаповалов В. А. Социокультурные аспекты информатизации образования. — Ставрополь: Изд-во СГУ, 1996.
- Проблемы высшего образования в свете политических изменений в бывшем Союзе ССР. — Патры (Греция), 1994.
- Край наш Ставрополье: Очерки истории/ Ред. колл. А. А. Черногоров, А. В. Шаповалов, В. В. Хорунжий и др.; Науч. ред. Д. В. Кочура. — Ставрополь: Шат-гора, 1999. — 525 с. — Библиогр. примеч.: с. 487—502. Проф. Шаповалов В. А. соавтор глав 16, 19.
- Шаповалов В. А. Социология молодежи. — Ростов н/Д: Феникс, 2001. — 576 с. (в соавторстве)
- История городов и сел Ставрополья. Ред кол. А. Л. Черногоров, В. А. Шаповалов, А. А. Кудрявцев и др. Научн. Ред. проф. Кочура А. В. — Ставрополь, СГУ, 2003.

### Статья
- Шаповалов В. А. Академическая наука — региону: из опыта сотрудничества Института естествознания и техники им. С. И. Вавилова РАН и Ставропольского государственного университета // Вопросы истории естествознания и техники. — 2004. т.25. № 2. с.4
- Шаповалов В. А. Высшее образование как феномен культуры: история и современность // Проблемы модернизации образования: региональный контекст/ рук. авт. коллектива В. Н. Грузков. — Ставрополь: Сервис-школа, 2004. — 392 с.
- Шаповалов В. А. Классический университет: роль и место в полиэтничном регионе // Научная мысль Кавказа. — 2004. — № 3.
- Брановский Ю. С., Шаповалов В. А. Совершенствование использования инфокоммуникационных технологий в образовательном процессе и научных исследованиях в Ставропольском государственном университете. // Современные технологии управления образователь-ным учреждением: теория и практика. — Журнал «Компьютерные учебные программы и инновации». — 2004. — № 5.
- Шаповалов В. А. Социокультурный потенциал университетского комплекса // Вестник Ставропольского государственного университета. — 2001. — № 27.
- Шаповалов В. А. Формирование российской национальной модели университета в XIX в. // — 2001, № 27.
- Шаповалов В. А. Современная этническая конфликтология. Политическая конфликтология между старыми и новыми парадигмами: Материалы симпозиума (14-15 июня 2001 г.) // — Воронеж: ВРГ, 2001
- Терещенко О. В., Шаповалов В. А. Формирование Российской национальной модели университета в XIX веке // Вестник Ставропольского государственного университета. — 2001. — Вып. 27.
- Шаповалов В. А. Россия: третье тысячелетие. // Россия: третье тысячелетие. Вестник актуальных прогнозов. — 2003. № 8. Т. 1.
- Шаповалов В. А. Университеты и общество. Сотрудничество университетов в XXI веке // Университеты и общество. Сотрудничество университетов в XXI веке: Тезисы Второй международной конференции университетов. (МГУ им. М. В. Ломоносова 27-28 ноября 2003 г.). — М.: МАКС Пресс, 2003.
- Терещенко О. В., Шаповалов В. А. Классический университет и развитие единого образовательного пространства России. // Вестник Ставропольского государственного университета. — Вып. 29. Ставрополь, 2002.
- Аникеев А. А., Шаповалов В. А. О постановке исторического образования в Ставропольском педагогическом институте // Непрерывное педагогическое образование. — 1994. — Вып.4., С. 36-42.
- Аникеев А. А., Брановский Ю. С., Шаповалов В. А. Моделирование информационной культуры студентов-историков в условиях многоуровневой подготовки специалистов. — Ставрополь, 1997.
- Шаповалов В. А. Составляя личные комплексные… // Комсомольская жизнь. — 1976. — № 14.
- Шаповалов В. А. Поле комсомольских забот. // Комсомольская жизнь. — 1976. — № 17.
- Шаповалов В. А. Из опыта политической и организаторской работы партийных комитетов Ставрополья по развитию трудовой активности масс на селе. // О некоторых аспектах развития и функционирования политической системы советского общества — Тезисы межвузовской научной конференции «0 некоторых аспектах развития и функционирования политической системы советского общества» 16−18 октября 1983 г. Пятигорск: ПГПИИЯ; 1983 г.
- Шаповалов В. А. Деятельность партийных организаций по совершенствованию социалистического соревнования за высокоэффективное использование земли и техники (на материалах Ставропольского края 1970−1980 гг) // Депон. ИНИОН АН СССР № 16143.
- Шаповалов В. А. В начале этапа развитого социализма. Итоги 11-й пятилетки на Ставрополье // Очерки истории Ставропольского края. Т 2. — Ставрополь: Ставропольское книжное издательство. 1986 г.
- Шаповалов В. А. Воспитать интернационалиста. // Агитатор Ставрополья — Ставрополь: КК КПСС; 1989. № 15.
- Брановский Ю. С., Шаповалов В. А. Информационные технологии в обучении студентов гуманитарных факультетов // Педагогическая информатика — 1993. — № 1.
- Шаповалов В. А. Поиск путей обновления вуза // Становление личности учителя-профессионала: проблемы и перспективы — Ставрополь: Южн. отд. АПН РФ; СГПИ; 1993
- Шаповалов В. А. Как оптимизировать профессиональную подготовку в вузе // Становление личности учителя-профессионала: проблемы и перспективы — Ставрополь: Южн. отд. АПН РФ; СГПИ; 1993
- Шаповалов В. А. Поиск путей обновления школы // Проблемы теории и практики социально- экономических реформ — Ставрополь, СГПИ; 1993.
- Шаповалов В. А. Воспитание историей // Ставрополье в годы Великой Отечественной войны — Ставрополь; СГПИ: 1993
- Шаповалов В. А. 0 некоторых аспектах повышения эффективности и качества учебного процесса // Повышение эффективности и качества учебного процесса — Ставрополь; СГПИ; 1993
- Шаповалов В. А. Роль образования в реализации конструктивного сценария развития Юга России // Образование для устойчивого развития: классический университет в социокультурном контексте: Материалы круглого стола, посвящённого 75-летию со дня основания Ставропольского государственного университета — Ставрополь: Изд-во СГУ, 2006.
- Горовая В. И., Шаповалов В. А. Модель специалиста как основа конструирования содержания образования и процесса обучения в педагогическом вузе // Непрерывное педагогическое образование — Ставрополь, РГПУ им. Герцена, 1994
- Белозеров В. С., Горовая В. И., Шаповалов В. А. Организация эксперимента по введению многоуровневой системы образования // Многоуровневое педагогическое образование — Ставрополь, СГПИ; 1994
- Шаповалов В. А. Проблемы высшего образования в свете политических изменений в бывшем Союзе СССР // — Греция: Патры, 1994
- Белозеров В. С., Горовая В. И., Шаповалов В. А. Концепция реализации многоуровневого высшего образования и профессиональной подготовки учителя // Многоуровневое педагогическое образование — Ставрополь, СГПУ; 1994
- Белозеров В. С., Горовая В. И., Шаповалов В. А. Программа по введению многоуровневой системы в Ставропольском педагогическом университете и преобразованию его в региональный научно-образовательный центр // Многоуровневое педагогическое образование — Ставрополь, СГПУ; 1994
- Шаповалов В. А. Ставропольский педагогический университет — один из ведущих вузов Северного Кавказа // Информационный бюллетень УМО по общим проблемам педагогического образования. Вып. 4 (б) — Санкт-Петербург, Ставрополь, 1994
- Шаповалов В. А. Ставропольский государственный педагогический университет. Перспективы развития // Вестник Ставропольского государственного педагогического университета — Ставрополь, 1995, № 1
- Шаповалов В. А. К понятию «педагогическая инновация» // Второе годичное собрание Южного отделения РАО: «Развитие личности в образовательных системах Южно-Российского региона» — Карачаевск: МО РФ, ЮОРАО, 1995
- Шаповалов В. А. Идея университета (Классический университет на Ставрополье: обоснование необходимости, направление развития) // Вестник Ставропольского государственного педагогического университета. — 1995. — № 3.
- Шаповалов В. А. Проблемы перехода в классический университет в новых социально-экономических условиях // Вестник Ставропольского государственного университета. — 1996. — № 4.
- Шаповалов В. А. Культурные традиции и высшее образование в России // Вестник Ставропольского государственного университета. — 1996. — № 5.
- Шаповалов В. А. Современные модели высшего образования за рубежом // Известия высших учебных заведений. Северо-Кавказский регион: Технические науки. — Общественные науки. — 1996. — № 4.
- Шаповалов В. А. Региональные университетские центры и система образования // Система послевузовского и дополнительного профессионального образования в современной России. — Ростов-на-Дону, 1997
- Брановский Ю. С., Шаповалов В. А. Информатизация гуманитарного образования — веление времени // Из истории исторической информатики — Ставрополь, СГУ; 1997
- Шаповалов В. А. Образование — движущая сила экономический мощи и безопасности государства // Современные проблемы региональной безопасности. — Современные проблемы региональной безопасности. Матер. кр. науч.-практ. конф.29.04.97. — Ставрополь: СГУ; 1997
- Шаповалов В. А. 10 лет в парадигме классического образования. // Высшее образование в России. — Ставрополь, 2006, № 4.
- Шаповалов В. А. Классический университет опирается на науку. // газета «Академия» — 2006, 26 февраля
- Шаповалов В. А. Сохранить Российскую высшую школу. Ставропольскому государственному университету — 75 лет. // Содружество — 2006, № 2-3
- Шаповалов В. А. Воспитательная работа в Ставропольском государственном университете: концепция, технология реализации. (Редактор). // Справочное издание — Ставрополь СГУ, 2006
- Шаповалов В. А. Кто есть кто: доктора наук, профессора Ставропольского государственного университета. (Редактор). // Справочное издание — Ставрополь СГУ, 2006
- Шаповалов В. А. Научные школы, научные направления, научная инфраструктура Ставропольского государственного университета. (Редактор). // Справочное издание — Ставрополь СГУ, 2006
- Шаповалов В. А. Научно-инновационная деятельность Ставропольского государственного университета. (Редактор). // Справочник — Ставрополь СГУ, 2006. Вып.2.
- Шаповалов В. А. Ставропольский государственный университет: образование нового тысячелетия. (Редактор). // Научно-справочное издание — Ставрополь СГУ, 2006
- Шаповалов В. А. Указатель учебно-методических комплексов по дисциплинам специальностей Ставропольского государственного университета. (Редактор). // Информационно-справочное издание. — Ставрополь СГУ, 2006. Вып.3.
- Лиховид А. А., Шаповалов В. А. Академическая наука — региону: из опыта сотрудничества Института истории естествознания и техники им. С. И. Вавилова РАН и Ставропольского государственного университета // Вопросы истории естествознания и техники. 2004. № 2. — 224 с.
- Белозеров В. С., Судавцов Н. Д., Чихичин В. В., Шаповалов В. А. Новоселицкому — 220 лет! // Ставропольская правда. — 2006. — 13 октября. — С. 3.
- Шаповалов В. А. Роль классических университетов в развитии образования и науки // Вестник Ставропольского государственного университета. Вып. 39. 2004 — Ставрополь, СГУ, 2004
- Шаповалов В. А. Вступительное слово на научной конференции «Ставропольская журналистика: история и современность», посвященной 10-летию специальности «журналистика» в Ставропольском государственном университете. — Ставрополь: ГУП СК Ставропольская краевая типография, 2004
- Шаповалов В. А. Развитие Ставропольского государственного университета в условиях модернизации образования и формирования нового финансово-правового поля. — Ставрополь: Изд-во СГУ, 2004
- Шаповалов В. А. Интегрирующая миссия классических университетов в формировании европейского пространства высшего образования. — М.: Экономический факультет МГУ; ТЕИС, 2005
- Шаповалов В. А. Вступительное слово руководителя проекта «TEXTUS» // «TEXTUS»: Избранное. 1994—2004: Сборник статей научно-практического семинара «TEXTUS». Вып.11.Ч.2./ Под ред. К. Э. Штайн. Ставрополь: Изд-во СГУ, 2005.
- Шаповалов В. А. Конфликтологические исследования — приоритетное направление современных обществоведческих исследований // Социальные конфликты: экспертиза, прогнозирование и технологии разрешения. — Вып. 18. Этническая и религиозная конфликтология. М. — Ставрополь: Изд-во СГУ, 2002
- Пржиленский В. И., Шаповалов В. А. История и философия науки как учебная дисциплина в структуре послевузовской подготовки // Вопросы истории естествознания и техники. — 2007. № 4. С. 30-42.
- Шаповалов В. А. История и философия науки как учебная дисциплина в структуре послевузовской подготовки // Вопросы истории естествознания и техники. — 2007. — № 4
- Шаповалов В. А. История и философия науки как учебная дисциплина в структуре послевузовской подготовки // Вопросы истории естествознания и техники. — 2007. — № 4.
- Шаповалов В. А. История и философия науки как учебная дисциплина в структуре послевузовской подготовки // Вопросы истории естествознания и техники. — 2007. — № 4
- Пржиленский В. И., Шаповалов В. А. История и философия науки как учебная дисциплина в структуре послевузовской подготовки // Вопросы истории естествознания и техники. — 2007. — № 4. — С. 30-42
- Пржиленский В. И., Шаповалов В. А. Две культуры знания в истории науки и образования: онтологические предпосылки и методологические следствия // Вопросы истории естествознания и техники. — 2009. — № 1. — С. 5-16
- Колесникова М. Е., Шаповалов В. А., Шульгин А. О. Единая музейная информационная среда Ставропольского государственного университета как элемент научно-образовательного пространства // Сборник материалов Международного музейного форума посвященного 115-летию Национального музея Республики Татарстан. — Казань: издательство Заман, 2010. — С. 234—241

## Учебно-методические разработки
Абрамова П. Ф., Игонин А. В., Кочура Д. В., Любушкина Е. Ю., Прокопенко Ю. А., Сеитов И. Т., Суханова Н. И., Ткаченко Д. С., Трегубов А. Е., Шаповалов В. А. () Отечественная история: Учебное пособие — Ставропольского государственного университета, 2007. Гриф: НМС УМО университетов РФ

## Аспиранты и докторанты
1. Перковская Г. А. «Развитие исторического образования в университетах России во второй половине XVIII — начале XX в.» : диссертация на соискание ученой степени кандидата наук;
2. Состояние: Дисс. защищена
3. Игонин А. В. Аграрные преобразования в зерновых районах Северного Кавказа (конец 1920-х — середина 1930-х гг.) и их освещение в современной отечественной историографии : диссертация на соискание ученой степени доктора наук;
4. Состояние: Выбрана тема
5. Любушкина Е. Ю. Общественные организации Юга России в XIX начале XX вв: история становления и развития : диссертация на соискание ученой степени доктора наук;